# Jean-Paul Beugnot
Pour les articles homonymes, voir Beugnot.
Jean-Paul Beugnot, né le 25 juin 1931 à Schiltigheim, mort le 7 février 2001 à Montpellier, est un joueur français de basket-ball.
Joueur de 2,07 m, il évolue au poste de pivot à l'Étoile de Mézières. Il est considéré comme l'un des plus grands joueurs du basket-ball français, le plus grand pivot par la taille avant l'arrivée en 1957 de Jean-Claude Lefebvre (2,18 m).
Ses deux fils, Éric et Gregor ont également été internationaux français de basket-ball.
Après sa carrière de sportif, il a également occupé des fonctions de dirigeants au sein de la Fédération française de basket-ball, en particulier de 1988 et 1992 où il occupe le poste de vice-président.

## Carrière sportive

### Carrière au sein de clubs
Après avoir évolué aux Pierrots de Strasbourg et chez les Bleus de Bar-le-Duc, il intègre l'Étoile de Mézières.
Il aide ce club à atteindre le plus haut niveau national, puis à remporter deux titres de champion de France, en 1958 et 1960. Son palmarès en club se complète de deux victoires en coupe de France, en 1958 et 1959.
Il termine également meilleur marqueur de Nationale 1 en 1963. Lors de sa dernière saison dans cette division, il marque encore 20,2 points par rencontre, à l'âge de trente six ans.
En 1967, il quitte l’Étoile, devenue entretemps l'Étoile de Charleville-Mézières, et finit sa carrière par un passage à l'ESPE Basket Châlons-en-Champagne.

### Carrière de joueur international
Jean-Paul Beugnot a été sélectionné à 98 reprises dans des compétitions internationales, sous le maillot tricolore, et a participé à trois olympiades.
Il débute en équipe de France en 1951 lors d'une rencontre face à la Yougoslavie à Belgrade. Sa première compétition majeure sous le maillot bleu se déroule à Helsinki aux Jeux olympiques 1952. La France y termine à la huitième place. Grâce à une troisième place obtenue lors du championnat d'Europe 1953 disputé à Moscou et dont Beugnot est absent, la France participe au Championnat du monde 1954 qui se déroule au Brésil. Les Français terminent à la quatrième place d'une compétition remportée par l'équipe des États-Unis représentée par une entreprise, Caterpillar.
Après un championnat d'Europe 1955 décevant, terminé à la neuvième place, Jean-Paul Beugnot participe à ses deuxièmes jeux lors des Jeux olympiques de Melbourne. Lors de la première phase, les Français triomphent de l'URSS et de l'Uruguay, victoires qui qualifient la France pour la finale à quatre. Lors de la rencontre face à l'Uruguay, Jean-Paul Beugnot, qui réussit 17 points, est victime d'un KO. Lors de la finale à quatre, l'Uruguay et l'URSS prennent leur revanche et la France termine à la quatrième place.
Jean-Paul Beugnot ne dispute pas les deux championnats d'Europe suivant. Lors des jeux de Rome, la France débute par deux défaites face à l'Italie et la Tchécoslovaquie qui condamnent les Français à disputer la poule de classement pour terminer finalement à la dixième place. Jean-Paul Beugnot dispute sa dernière compétition sous le maillot bleu lors du championnat d'Europe 1961 à Belgrade. La France termine quatrième.

### Carrière de dirigeant
De 1976 à 1985, il siège au Comité directeur de la fédération française de basket-ball. De 1988 à 1992, il occupe le poste de vice-président de cette fédération.
En mai 2000, il s'investit une nouvelle fois dans les structures de ce sport en intégrant le Comité départemental de l'Hérault,.

## Palmarès

### Club
- Champion de France 1958 et 1960
- Coupe de France 1958 et 1959
- meilleur marqueur du championnat de France 1962-1963

### Équipe de France
- 98 sélections de 1951 à 1961
- Jeux olympiques
  - 8e aux Jeux olympiques 1952 de Helsinki
  - 4e aux Jeux olympiques 1956 de Melbourne
  - 10e aux Jeux olympiques 1960 de Rome
- Championnat d'Europe
  - 9e en 1955, 4e en 1961

## Distinction personnelle
- Il fait partie de la première promotion de l'Académie du basket-ball français. Cette Promotion 2004 est composée de huit membres : Jacky Chazalon, Roger Antoine, Christian Baltzer, Jean-Paul Beugnot, André Buffière, Maxime Dorigo, Hervé Dubuisson et Alain Gilles[5].